# Sainte-Radegonde (Gers)
Sainte-Radegonde es una comuna francesa situada en el departamento de Gers, en la región de Occitania.

## Demografía
| 180 | 180 | 160 | 146 | 155 | 170 | 176 |
| Para los censos de 1962 a 1999 la población legal corresponde a la población sin duplicidades (Fuente: INSEE [Consultar]) |     |     |     |     |     |     |